# المكتبة الوطنية الفرنسية

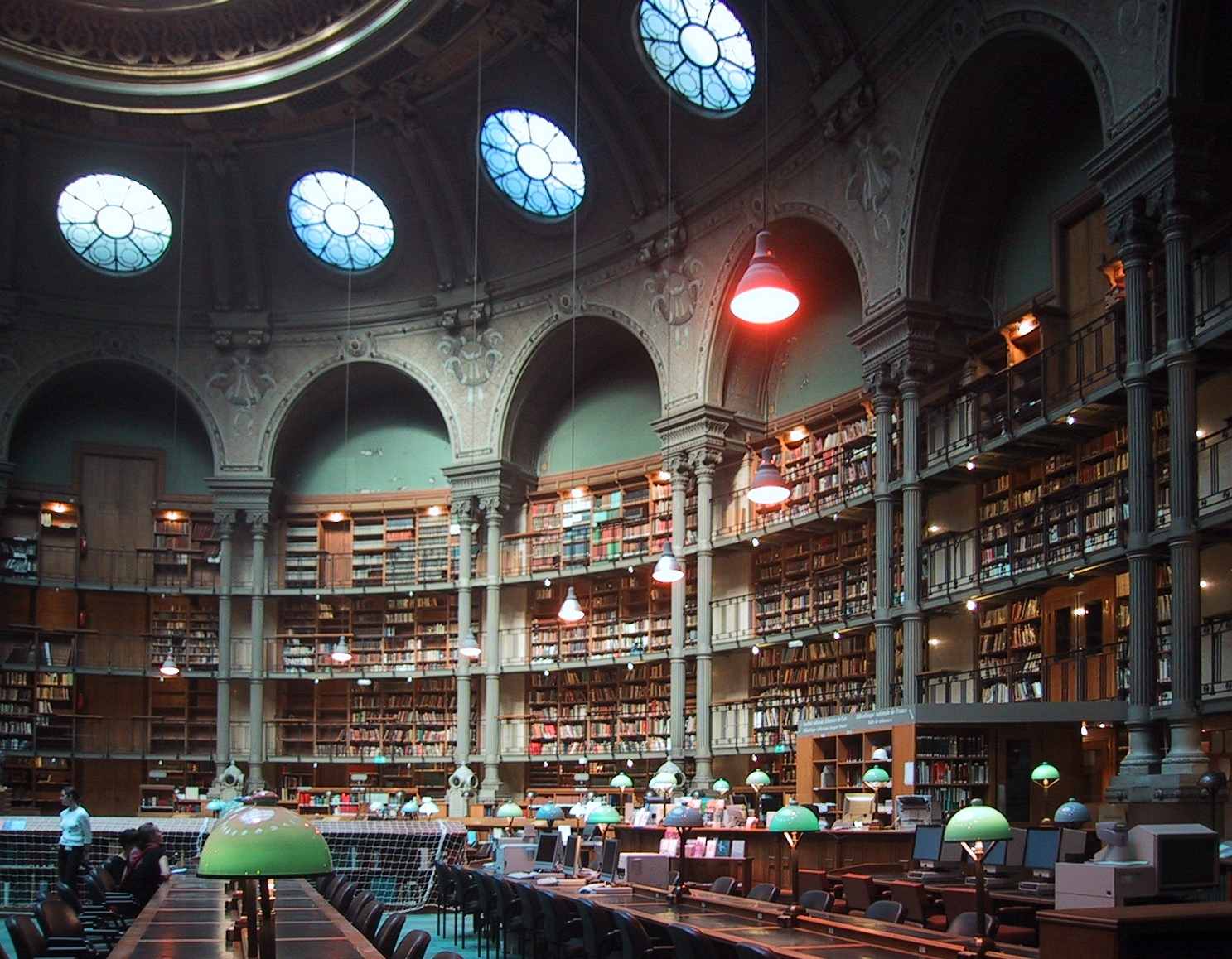
غرفة القراءة

المكتبة الوطنية الفرنسية (بالفرنسية: Bibliothèque nationale de France)‏ في باريس تتبع المكتبة وزارة الثقافة الفرنسية، وهي مسؤولة على الإيداع الشرعي بما يساعدها على تحقيق هدفها المتمثل في تجميع الكتب والمطبوعات في فرنسا، وحفظها وجعلها متاحة للعموم.

## هيكلتها
يوجد على رأس مكتبة فرنسا الوطنية رئيس ومدير عام، وثلاثة مدراء مساعدين ومكلف بمهمة لدى رئيس المكتبة، ويساعدهم مجلسان مجلس إدارة ومجلس علمي ولكل منهما رئيس. وللمكتبة عدة إدارات وأقسام من بينها:
- إدارة المجموعات.
- إدارة الخدمات والشبكات.
- قسم المعلومات الببليوغرافية والرقمية.
- أقسام أخرى كقسم الحفظ وقسم التعاون وقسم الإيداع القانوني وقسم الفنون الفرجوية وقسم المخطوطات...[21]

## سبعة قرون من التاريخ
أسس الملك شارل الخامس باللوفر مكتبته الخاصة عام 1368 وكانت تعد 917 مخطوطا، غير أن مثل هذه المكتبة كانت تندثر بعد رحيل صاحبها. أما المؤسس الفعلي للمكتبة الوطنية فهو الملك لويس الحادي عشر الذي حكم بين عامي 1461 و1483 إذ أن الرصيد الفعلي لهذه المكتبة يعود إلى هذه الفترة وذلك بعد دمج مكتبات ملكية كانت قائمة وخاصة في القرن السادس عشر، وفي عام 1537 صدر مرسوم ملكي يقضي بأن يودع الطابعون والكتبيون نسخة من أي كتاب يباع بالمملكة، وهو ما يعرف حاليا بالإيداع القانوني أو الإيداع الشرعي وهو ما شكل منعرجا في تاريخ المكتبة وساهم في تنمية رصيدها. وفي عهد هنري الرابع تحولت المكتبة إلى باريس واستقرت في كلية كلير مونت. وفي عام 1622 قسمت إلى قسمين أحدهما للمخطوطات والثاني للكتب وأصدرت فهرسا في عشرة مجلدات مرتبة ترتيبا هجائيا وأربعة مرتبة حسب رؤوس الموضوعات وعندما قامت الثورة الفرنسية تم تغيير اسمها من المكتبة الملكية إلى المكتبة الوطنية وأضيفت لها آلاف المجلدات وفي أثناء الحرب العالمية الأولى نمت هذه المكتبة وأصبح عدد مقتنياتها خمسة ملايين مجلد مطبوع أما في الحرب العالمية الثانية فقد نقلت محتوياتها إلى الريف للحفاظ عليها من دمار الحرب. وتزامن ذلك مع عدة توسعات لمقر المكتبة ولأقسامها التي تتوزع على عدة أماكن. وفي عهد فرانسوا ميتران تم بناء مقر جديد بالدائرة الثالثة عشرة لباريس، وقد بدأت الأشغال عام 1990، وفي 3 جانفي 1994 صدر أمر إنشاء مكتبة فرنسا الوطنية التي ضمت المكتبة الوطنية القديمة ومكتبة فرنسا

## أقسامها
تتوزع المكتبة على عدة مواقع، من أهمها:
- موقع فرانسوا ميتران: وهي مكتبة دراسية وبحثية وتقام فيها المعارض والندوات.[24]
- موقع ريشليو لوفوا (Richelieu-Louvois)، ويضم أغلب المجموعات المتخصصة: الخرائط والصور والمخطوطات ومن بينها المخطوطات الشرقية والعملات والميداليات...[25]
- مكتبة الترسانة (bibliothèque de l'Arsenal) في حي الباستيل التي أنشئت في أواسط القرن السابع عشر، وعند الثورة وقع تأميمها، لتصبح مكتبة عمومية عام 1797، ووقع إلحاقها بالمكتبة الوطنية عام 1934[26]
- مكتبة متحف الأوبرا: وتضم نماذج من الديكور والملابس الأرشيف المتعلق بالعروض التي نظمت منذ ثلاثة قرون[27]

## رصيدها
لقد نما رصيد المكتبة الوطنية الفرنسية بصورة كبيرة ففي عام 1780 بلغ عدد الكتب المودعة 390 كتابا، ليصل إلى 12414 بعد قرن أي عام 1880 و45 ألف عام 1993 غير أن المكتبة لا تضم المطبوعات فقط من كتب ودوريات وصحف، وإنما أيضا المخطوطات والخرائط والرسوم والصور الفرتغرافية والقطع الموسيقية والأقراص والأشرطة المسجلة والعملات والميداليات ونماذج الملابس وديكور المسرح. ويضم رصيدها اليوم أكثر من 14 مليون كتاب ومطبوعا و250 ألف مخطوط، و360 ألف عنوان دورية، وحوالي 800 ألف خريطة ومخطط، ومليوني قطعة موسيقية ومليون وثيقة صوتية وعدة عشرات الآلاف من الفيديوهات والصور والوسائط المتعددة، 530 ألف بين عملات وميداليات

## المستفيدون
يؤم المكتبة الوطنية جمهور متنوع من الباحثين والطلبة وجمهور عريض، في حين يدخل آخرون مختلف مواقعها على الإنترنت وقد تجاوز عددهم عامي 2008 و2009: المليون و300 ألف زائر سنويا جمهور المكتبة و23 ألف زائر يوميا لمواقعها على الإنترنت في حين يبلغ عدد القراء في قاعات ريشليو معدل 1200 في كل يوم عمل، ويبلغ عدد زوارها في مختلف مواقعها حوالي 3500 يوميا.

## الكتب والمخطوطات العربية
تحتوي مكتبة فرنسا الوطنية على عدد كبير من الكتب والمخطوطات العربية حيث تم جمع المخطوطات العربية منذ عدة قرون عن طريق التجار والرحالة والدبلوماسيين الفرنسيين في البلاد العربية والإسلامية، وتعود أوائل تلك المخطوطات إلى عهد فرانسوا الأول حيث أرسل مبعوثون إلى إيطاليا وإلى البلاد العربية لاقتناء المخطوطات العربية والعبرية وفيما بين عامي 1671 و1675 تمكن المبشر الدومينيكاني ميشال فنسلاب (Michel Vansleb) لوحده من أن يجلب لوحده 630 مخطوطا من الشرق ثم تزايد عدد تلك المخطوطات خاصة خلال فترة الاستعمار الفرنسي لعدد من البلدان العربية، ويبلغ عدد المخطوطات العربية حاليا: 7270 مخطوطا، إلى جانب حوالي 45 ألف كتاب ووأكثر من 3 آلاف عنوان دورية.
من بين المخطوطات النفيسة في المكتبة، مخطوطة معراج نامه ومخطوطة الأورغانون وثلاث مخطوطات من مقامات الحريري، أشهرها من نسخ يحيى بن محمود الواسطي وفرغ من نسخها سنة 634 هـ.

## إشارات مرجعية
1. ↑  وصلة مرجع: https://www.bnf.fr/fr/histoire-de-la-bibliotheque-nationale-de-france.
2. ↑  وصلة مرجع: http://www.couperin.org/presentation/notre-organisation/les-membres-de-couperin/items?cid=162id=221lang=fr.
3. ↑  وصلة مرجع: http://openpreservation.org/about/members/. الوصول: 21 يونيو 2017.
4. ↑  وصلة مرجع: http://iiif.io/community/consortium/#the-iiif-consortium.
5. ↑  وصلة مرجع: https://iiif.io/community/consortium/members/. مسار الأرشيف: https://web.archive.org/web/20241107095728/https://iiif.io/community/consortium/members/. الوصول: 7 نوفمبر 2024.
6. ↑  وصلة مرجع: https://www.cerl.org/membership/list_members.
7. ↑  "List of members". اطلع عليه بتاريخ 2019-11-11.
8. ↑  مسار الأرشيف: https://web.archive.org/web/20221226144622/https://www.cenl.org/member-libraries/.
9. ↑  وصلة مرجع: https://www.dpconline.org/news/new-members-of-the-dpc/bnf-joins-dpc. الوصول: 20 ديسمبر 2023.
10. ↑  مسار الأرشيف: https://web.archive.org/web/20230803111744/https://cdn.ifla.org/wp-content/uploads/ifla-members-and-association-affiliates_2023-07-21.pdf. الوصول: 3 أغسطس 2023.
11. ↑  وصلة مرجع: https://eblida.org/members/bnf-national-library-of-france. الوصول: 28 فبراير 2024.
12. ↑  وصلة مرجع: https://www.sne.fr/annuaire-des-editeurs-adherents/. الوصول: 29 فبراير 2024.
13. ↑  وصلة مرجع: https://netpreserve.org/about-us/members/. الوصول: 22 أغسطس 2023. مسار الأرشيف: https://web.archive.org/web/20230822111345/https://netpreserve.org/about-us/members/.
14. ↑  وصلة مرجع: https://www.bnf.fr/fr/organisation-de-la-bnf.
15. ↑  وصلة مرجع: https://www.legifrance.gouv.fr/jorf/id/JORFTEXT000044290109. الوصول: 2021.
16. ↑  "Le Quotidien de l'Art" (بالفرنسية).
17. ↑  "Rapport d'activité de la BnF".
18. 1 2  وصلة مرجع: https://www.bnf.fr/fr/la-bnf-en-chiffres.
19. ↑  وصلة مرجع: https://www.lobbyfacts.eu/datacard/bibliothèque-nationale-de-france?rid=057432750402-79.
20. ↑  مرحبا بكم في "BnF" (المكتبة الوطنية الفرنسية) نسخة محفوظة 26 أغسطس 2017 على موقع واي باك مشين.
21. ↑  هيكلة المكتبة نسخة محفوظة 19 أكتوبر 2017 على موقع واي باك مشين.
22. 1 2 3 4  سبعة قرون نسخة محفوظة 19 أغسطس 2016 على موقع واي باك مشين.
23. ↑  ميلاد المكتبة نسخة محفوظة 10 مارس 2016 على موقع واي باك مشين.
24. ↑  موقع فرانسوا ميتران نسخة محفوظة 11 مارس 2018 على موقع واي باك مشين.
25. ↑  ريشليو نسخة محفوظة 15 فبراير 2018 على موقع واي باك مشين.
26. ↑  مكتبة الترسانة نسخة محفوظة 04 سبتمبر 2017 على موقع واي باك مشين.
27. ↑  مكتبة متحف الأوبرا نسخة محفوظة 01 يوليو 2017 على موقع واي باك مشين.
28. ↑  رصيد المكتبة نسخة محفوظة 23 أغسطس 2017 على موقع واي باك مشين.
29. 1 2  استمارات نسخة محفوظة 19 أغسطس 2016 على موقع واي باك مشين.
30. 1 2 3  Charte documentaire des acquisitions de la Bibliothèque nationale de France نسخة محفوظة 19 أغسطس 2016 على موقع واي باك مشين.
31. ↑  المكتبة الوطنية الفرنسية - الكتابدار نسخة محفوظة 09 أبريل 2017 على موقع واي باك مشين.

## مواقع خارجية
- موقع المكتبة
- Gallica, المكتبة الرقمية